# ズートピア (サウンドトラック)
『ズートピア（オリジナル・サウンドトラック）』（英: Zootopia (Original Motion Picture Soundtrack)）は、ウォルト・ディズニー・アニメーション・スタジオによる2016年のアニメ映画『ズートピア』のサウンドトラック・アルバムである。映画のスコアはマイケル・ジアッチーノが作曲しており、ウォルト・ディズニー・アニメーション・スタジオの長編作品では初の参加となる。それ以前には、同スタジオ制作の特別番組や短編映画、また複数のピクサー作品で音楽を手掛けている。
オリジナルスコアに加え、シーアとスターゲイトが作詞・作曲を手掛けた「トライ・エヴリシング」が収録されており、この曲はシャキーラが歌唱し、映画内ではガゼル役の声も担当している。サウンドトラックは2016年3月4日にデジタル配信で、同年3月25日にCDでウォルト・ディズニー・レコードから発売された。また、2017年5月19日には『Music From Zootopia』というタイトルのダブルLPピクチャーディスクも発売された。

## 作曲
ジアッチーノは2015年11月16日に映画のスコアの録音を開始した。彼は本作について、「大きな心を持ち、素晴らしく描かれたキャラクターたちが登場する物語であり、楽しくエンターテインメント性が高いだけでなく、多様な社会で生きる私たちが直面する重要な問題を正直に見つめた作品です。こうしたテーマに応える音楽を書く機会が、この作品に惹かれた理由です」と述べている。また、スコアには「世界各地の音楽の要素が散りばめられている」が、常にホップスとニックの感情的な物語に寄り添うものになっていると付け加えた。音楽エグゼクティブプロデューサーのクリス・モンタンと音楽監修のトム・マクドゥーガルと共に、80人編成のオーケストラを指揮者ティム・シモネックのもとで録音セッションを行い、4日間で完成させた。
スコアは、オングロング、ガムラン、アフリカの太鼓、南米の太鼓、ベルなどの打楽器だけで構成され、インドネシアから特別に輸入した楽器も使用された。これらは著名な打楽器奏者エミル・リチャーズが編曲・演奏を担当しており、彼は『猿の惑星』シリーズのジェリー・ゴールドスミスとのコラボレーションでも知られている。エミルはジアッチーノにミキシングボウルとラムホーンを提供し、ジアッチーノはそれをスコアに取り入れ、「音と奇妙さの完璧な組み合わせ」と表現した。さらに、ジアッチーノはピアノを基調とした8分間の組曲を作曲し、そこではコメディ要素を排除し、より感情的な側面に焦点を当てた。

## トラックリスト
| 全作曲: 特記がない限り、すべての楽曲はマイケル・ジアッチーノによって作曲されている。 | |           |                                                                            |                      |      |
| #                                                                                    | タイトル                                                                                               | 作詞      | 作曲・編曲                                                                 | Artist               | 時間 |
| 1.                                                                                   | 「トライ・エヴリシング」(Try Everything)                                                               |           | 特記がない限り、すべての楽曲はマイケル・ジアッチーノによって作曲されている | Dream Ami            | 3:17 |
| 2.                                                                                   | 「トライ・エヴリシング」(Try Everything)                                                               |           | 特記がない限り、すべての楽曲はマイケル・ジアッチーノによって作曲されている | シャキーラ           | 3:16 |
| 3.                                                                                   | 「ステージ・フライト」(Stage Fright)                                                                   |           | 特記がない限り、すべての楽曲はマイケル・ジアッチーノによって作曲されている |                      | 1:44 |
| 4.                                                                                   | 「グレイズ・アーマッド・アット・ミー」(Grey's Uh-Mad at Me)                                            |           | 特記がない限り、すべての楽曲はマイケル・ジアッチーノによって作曲されている |                      | 1:07 |
| 5.                                                                                   | 「チケット・トゥ・ライト」(Ticket to Write)                                                            |           | 特記がない限り、すべての楽曲はマイケル・ジアッチーノによって作曲されている |                      | 2:08 |
| 6.                                                                                   | 「フォクシー・フェイクアウト」(Foxy Fakeout)                                                           |           | 特記がない限り、すべての楽曲はマイケル・ジアッチーノによって作曲されている |                      | 1:50 |
| 7.                                                                                   | 「ジャンボ・ポップ・ハッスル」(Jumbo Pop Hustle)                                                       |           | 特記がない限り、すべての楽曲はマイケル・ジアッチーノによって作曲されている |                      | 1:29 |
| 8.                                                                                   | 「ウォーク・アンド・スターク」(Walk and Stalk)                                                         |           | 特記がない限り、すべての楽曲はマイケル・ジアッチーノによって作曲されている |                      | 1:34 |
| 9.                                                                                   | 「ノット・ア・リアル・コップ」(Not a Real Cop)                                                         |           | 特記がない限り、すべての楽曲はマイケル・ジアッチーノによって作曲されている |                      | 2:19 |
| 10.                                                                                  | 「ホップス・ゴーズ（アフター）ザ・ウィーゼル」(Hopps Goes (After) the Weasel)                          |           | 特記がない限り、すべての楽曲はマイケル・ジアッチーノによって作曲されている |                      | 2:19 |
| 11.                                                                                  | 「ザ・ナチュラリスト」(The Naturalist)                                                                 |           | 特記がない限り、すべての楽曲はマイケル・ジアッチーノによって作曲されている |                      | 3:09 |
| 12.                                                                                  | 「ワーク・スローリー・アンド・キャリー・ア・ビッグ・シュティック」(Work Slowly and Carry a Big Shtick) |           | 特記がない限り、すべての楽曲はマイケル・ジアッチーノによって作曲されている |                      | 0:44 |
| 13.                                                                                  | 「ミスター・ビッグ」(Mr. Big)                                                                          |           | 特記がない限り、すべての楽曲はマイケル・ジアッチーノによって作曲されている |                      | 2:47 |
| 14.                                                                                  | 「ケース・オブ・ザ・マンチャス」(Case of the Manchas)                                                  |           | 特記がない限り、すべての楽曲はマイケル・ジアッチーノによって作曲されている |                      | 4:00 |
| 15.                                                                                  | 「ザ・ニック・オブ・タイム」(The Nick of Time)                                                         |           | 特記がない限り、すべての楽曲はマイケル・ジアッチーノによって作曲されている |                      | 5:02 |
| 16.                                                                                  | 「ワールズ・ワースト・アニマル・シェルター」(World's Worst Animal Shelter)                             |           | 特記がない限り、すべての楽曲はマイケル・ジアッチーノによって作曲されている |                      | 4:24 |
| 17.                                                                                  | 「サム・オブ・マイ・ベスト・フレンズ・アー・プレデターズ」(Some of My Best Friends Are Predators)      |           | 特記がない限り、すべての楽曲はマイケル・ジアッチーノによって作曲されている |                      | 3:47 |
| 18.                                                                                  | 「ア・バニー・キャン・ゴー・サヴェージ」(A Bunny Can Go Savage)                                        |           | 特記がない限り、すべての楽曲はマイケル・ジアッチーノによって作曲されている |                      | 1:45 |
| 19.                                                                                  | 「ウィーゼル・シェイクダウン」(Weasel Shakedown)                                                       |           | 特記がない限り、すべての楽曲はマイケル・ジアッチーノによって作曲されている |                      | 2:04 |
| 20.                                                                                  | 「ラミフィケーションズ」(Ramifications)                                                                |           | 特記がない限り、すべての楽曲はマイケル・ジアッチーノによって作曲されている |                      | 3:58 |
| 21.                                                                                  | 「ユウ・フェール・フォー・イット」(Ewe Fell for It)                                                    |           | 特記がない限り、すべての楽曲はマイケル・ジアッチーノによって作曲されている |                      | 6:37 |
| 22.                                                                                  | 「スリー・トー・バンディット」(Three-Toe Bandito)                                                      |           | 特記がない限り、すべての楽曲はマイケル・ジアッチーノによって作曲されている |                      | 0:43 |
| 23.                                                                                  | 「スイート・フロム・ズートピア」(Suite from Zootopia)                                                  |           | 特記がない限り、すべての楽曲はマイケル・ジアッチーノによって作曲されている |                      | 7:28 |
| 24.                                                                                  | 「トライ・エヴリシング（日本版エンドソングバージョン）」(Try Everything)                               |           | 特記がない限り、すべての楽曲はマイケル・ジアッチーノによって作曲されている |                      | 3:19 |
| 25.                                                                                  | 「トライ・エヴリシング」(Try Everything)                                                               |           | 特記がない限り、すべての楽曲はマイケル・ジアッチーノによって作曲されている | ズーラシアン・ブラス | 3:20 |
| 合計時間:                                                                            | 合計時間:                                                                                              | 合計時間: | 74:10                                                                      |                      |      |

## クレジット
サウンドトラックのクレジットおよび参加者は、オールミュージックからの情報に基づいている。
- エンジニア: マイク・アンダーソン
- アレンジャー: アムンド・ビョルクルンド
- 指揮者: マーシャル・ボウエン
- アシスタント契約者: コニー・ボイラン
- マネジメント、音楽制作: アシュリー・チャフィン
- エンジニア: ヴィンセント・チリリ
- エンジニア: デイブ・クラウス
- スコアリングアシスタント: デイビッド・コーカー
- マネジメント、音楽関連業務: ドナ・コール＝ブルレ
- シンセサイザープログラミング: メイ・クロスビー
- 音楽編集、スコア: アンドレア・ダッツマン
- オーケストレーション: ブラッド・デクター
- スコアリングクルー: グレッグ・デネン
- テクニシャン: ルーク・デニス
- エンジニア、作詞: ミッケル・エリクセン
- マスタリング: パトリシア・サリバン
- 作詞: シア・ファーラー
- 音楽編集、プロデューサー: アール・ガファリ
- 作曲、メインアーティスト、スコアプロデューサー: マイケル・ジアッチーノ
- エンジニア: トム・ハーディスティ
- スコアリングクルー: グレッグ・ヘイズ
- エグゼクティブアシスタント: ジル・ヘフリー
- 作詞: トール・エリック・ハーマンセン
- エンジニア、ミキシング: ジョエル・イワタキ
- オーケストレーション: ジェフ・クライカ
- アレンジャー: エスプン・リンド
- 音楽監修: トム・マクドゥーガル
- エグゼクティブプロデューサー: クリス・モンタン
- スコアリングクルー: ジェイミー・オルヴェラ
- 音楽制作、エグゼクティブディレクター: アンドリュー・ペイジ
- オーケストレーション: キャメロン・パトリック
- アシスタントエンジニア: ダニエラ・リベラ
- スコアリングクルー: ライアン・ロビンソン
- メインアーティスト: シャキーラ
- 指揮者、スコアオーケストレーション: ティム・シモネック
- オーケストレーション: アルキ・ステリオポロス
- ミキシング: フィル・タン
- シンセサイザープログラミング: ブライアン・テイラー
- プロダクションアシスタント: ジミー・ツァイ
- エンジニア: マイルズ・ウォーカー
- シンセサイザープログラミング: エリック・ウェグナー
- スコアリングクルー: リチャード・ウィーラー・ジュニア
- 音楽準備、コピー: ブッカー・ホワイト
- 契約者: レジー・ウィルソン

## 受賞歴
| 賞                                         | 受賞日         | カテゴリー                                      | 受賞者                                       | 結果       | 脚注   |
| ------------------------------------------ | -------------- | ----------------------------------------------- | -------------------------------------------- | ---------- | ------ |
| グラミー賞                                 | 2017年2月12日  | 映像メディア楽曲賞                              | シーア、スターゲイト「トライ・エヴリシング」 | ノミネート | [ 16 ] |
| ハリウッド・ミュージック・イン・メディア賞 | 2016年11月17日 | 作曲賞（アニメーション部門）                    | マイケル・ジアッチーノ                       | ノミネート | [ 17 ] |
| ハリウッド・ミュージック・イン・メディア賞 | 2016年11月17日 | 歌曲賞（アニメーション部門）                    | シーア、スターゲイト「トライ・エヴリシング」 | ノミネート | [ 17 ] |
| 国際映画音楽批評家協会賞                   | 2017年2月23日  | アニメ映画作曲賞                                | マイケル・ジアッチーノ                       | ノミネート | [ 18 ] |
| ティーン・チョイス・アワード               | 2016年7月31日  | チョイス・ミュージック 映画またはテレビ番組の曲 | シャキーラ「トライ・エヴリシング」           | ノミネート | [ 19 ] |

### ノート
1. ↑  ジアッチーノは、ウォルト・ディズニー・アニメーション・スタジオが制作した短編映画『グーフィーのホームシアター』や、『ウェイン&ラニー クリスマスを守れ!』の2つのスペシャル版、『ネッシーのなみだ（英語版）』のスコアを手掛けている。